# Браїлівська волость (Олександрійський повіт)
Браїлівська волость — історична адміністративно-територіальна одиниця Олександрійського повіту Херсонської губернії.
Станом на 1886 рік складалася з 7 поселень, 7 сільських громад. Населення — 3750 осіб (1771 чоловічої статі та 1979 — жіночої), 718 дворових господарств.
|                     | Площа, десятин | У тому числі орної, дес. |
| ------------------- | -------------- | ------------------------ |
| Сільських громад    | 4521           | 3362                     |
| Приватної власності | 9507           | 2342                     |
| Казенної власності  | —              | —                        |
| Іншої власності     | 201            | 80                       |
| Загалом             | 14229          | 5784                     |

Найбільші поселення волості:
- Браїлівка — село при ставках за 35 верст від повітового міста, 1229 осіб, 215 дворів, православна церква, винокурний завод, винний склад, 2 лавки. За 5 верст — залізнична станція.
- Білецьківка — село при озері Реваче, 647 осіб, 140 дворів, православна церква.
- Павлівка — село, 380 осіб, 68 дворів, лавка.

За даними 1896 року у волості налічувалось 18 поселень, 982 дворових господарства, населення становило 6083 особи.